# Шоукросс, Артур
А́ртур Джон Шо́укросс (англ. Arthur John Shawcross; 6 июня 1945 — 10 ноября 2008) — американский (США) серийный убийца.

## Ранняя жизнь
Артур Джон Шоукросс родился 6 июня 1945 года в городе Киттери, штат Мэн, в семье Артура Роя Шоукросса и Элизабет Йеракс Шоукросс. В молодости семья переехала в Уотертаун, штат Нью-Йорк. Юный Шоукросс имел привычку калечить и убивать домашних животных, поджигать здания и часто мочился в постель. Впоследствии он утверждал, что мать вставляла в его прямую кишку инородные предметы и несколько раз занималась с ним оральным сексом начиная с 7 лет, и что он был развращён собственной тётей, а также имел сексуальные отношения с сестрой в средней школе.
В школе он учился средне, уровень его IQ составил 86 баллов (среднестатистический уровень интеллекта по тесту Айзенка — около 120-125 баллов, в детстве, молодости — до 140-150 баллов). Имел репутацию хулигана. В 1960 году он бросил школу.

## Взрослая жизнь
В 1964 году женился. В браке рождается сын.
В апреле 1967 года в возрасте 21 года он был призван в армию. Он разводится со своей женой и отказывается от прав на сына. Шоукросс служил во Вьетнаме, но в боевых действиях не участвовал, однако врал, рассказывая о якобы совершённых им зверствах.
В 1968 году женится во второй раз.
В 1969 году он возвращается домой. Он работает оружейником в форте Силл в Лотоне. В этом же году он вместе со своей семьёй переезжают в город Клейтон. Там он совершает кражи со взломом и поджоги. В конечном счёте его арестовывают и приговаривают к 5 годам заключения в тюрьме. Вторая жена после этого с ним разводится. В октябре 1971 года его условно-досрочно освобождают, он отбыл всего 22 месяца.
После освобождения он вернулся в Уотертаун и женился в третий раз. Он устроился в департамент общественных работ Уотертауна.

## Первые убийства, суд и заключение
7 мая 1972 года он похитил и убил 10-летнего Джейка Оуэна Блейка. 5 сентября полиция нашла его тело.
2 сентября он похитил, изнасиловал и убил 10-летнюю Карен Энн Хилл.
3 сентября Шоукросса арестовывают.  Он сразу же сознаётся в убийствах. 17 октября его признают виновным в непредумышленном убийстве и приговаривают к неопределённому сроку с максимумом в 25 лет. После суда его переводят в тюрьму Аттика. В ноябре его переводят в тюрьму Грин-Хейвен. Находясь за решёткой, он оканчивает среднюю школу.
В апреле 1987 года его условно-досрочно освобождают.

## На свободе
После освобождения ему пришлось туго: его не принимали на работу, а соседи не хотели, чтобы он поселялся рядом.
Вместе со своей третьей женой и её детьми он переезжает в Дели, штат Нью-Йорк, после этого переезжает в Флейшманнс, штат Нью-Йорк, но там их тоже встретили враждебно. В июне 1987 года офицер по условно-досрочного освобождению селит его в отеле Рочестера, штат Нью-Йорк. В середине октября Шоукросс и Уолли нашли более постоянное жилье на Александер-стрит, 241 в Рочестере.

## Серия убийств
С марта по декабрь 1989 года он убил ещё 12 человек. Почти все жертвы были проститутками. Почти все жертвы были убиты в округе Монро, одна была убита в округе Уэйн.
1. Дороти "Дотси" Блэкберн. — убита 18 марта 1989 года.
2. Анна Мари  Штеффен — убита 9 июля 1989 года.
3. Дороти Киллер — убита 29 июля 1989 года.
4. Патрисия "Пэтти" Айвс — убита 29 сентября 1989 года.
5. Джун Стотт — убита 23 октября 1989 года.
6. Мари Уэлч — убита 5 ноября 1989 года.
7. Фрэнсис «Фрэнни» Браун — убит 11 ноября 1989 года.
8. Кимберли Логан — убита 15 ноября 1989 года.
9. Элизабет «Лиз» Гибсон — убита 25 ноября 1989 года.
10. Дарлин Триппи — убита 15 декабря 1989 года.
11. Джун Цицерон — убита 17 декабря 1989 года.
12. Фелиция Стивенс — убита 28 декабря 1989 года.

## Задержание
5 января 1990 года полиция увидела Шоукросса на мосту около машины, где он справлял малую нужду. Полиция решила арестовать его. 7 ноября было обнаружено тело Джун Цицерон, её тело выкинул Шоукросс с того моста, где он мочился. После обнаружения её тела Шоукросс сознаётся в 12 убийствах.

## Второй суд
В ноябре 1990 года он предстал перед судом. Он объявил себя невиновным на основании якобы невменяемости. Его судебный врач (см. тж. судебно-психиатрическая экспертиза) Дороти Льюис дала показания, где говорилось, что у Артура множественные личности, ПТСР, и что он подвергался сексуальному насилию в детстве. Также в показаниях говорилось, что убивал не Артур, а другая его личность.
В суде он заявлял, якобы во время службы во Вьетнаме он совершал различные зверства и был каннибалом, однако эти рассказы были подвергнуты сомнению криминалистом ФБР Робертом Ресслером.
Психиатр со стороны обвинения выявил у Артура антисоциальное расстройство личности.
Суд признал его вменяемым и приговорил его к 250 годам заключения.

## В заключении
После суда его перевели в тюрьму Салливан. В тюрьме его навещали родственники. В 2003 году у него брали интервью.

## Смерть
Он умер 10 ноября 2008 года от остановки сердца. Был кремирован.

## Замечание
В американской литературе Артура Шоукросса также называют «Убийца с реки Дженеси» (Genesee River Killer).

## В массовой культуре

### В музыке
- Песня «Addicted to Vaginal Skin» группы «Cannibal Corpse» начинается с фрагмента интервью Артура Шоукросса: «I don't know. I just took that knife, and I cut her from her neck down to her anus. Then I cut out her vagina and ate it» («Я не знаю. Я только взял тот нож и (раз)резал её от её шеи до ануса. Затем я вырезал её влагалище и съел его»).

## Ссылка
- Шоукросс, Артур Джон (Shawcross, Arthur John)
- Crime Library article on Arthur Shawcross
- Интервью с серийным убийцей
- Ракитин А. И. «Рочестерский душитель» Артур Шоукросс